# Преснель Кімпембе
Пресне́ль Кімпембе́ (фр. Presnel Kimpembe, нар. 13 серпня 1995, Бомон-сюр-Уаз) — французький та конголезький футболіст, захисник клубу «Парі Сен-Жермен» і національної збірної Франції, у складі якої — чемпіон світу 2018 року.

## Клубна кар'єра

### «Парі Сен-Жермен»
Народився 13 серпня 1995 року в містечку Бомон-сюр-Уаз біля Парижа в родині конголезця і гаїтянки. Розпочав займатись футболом в клубі «Ераньї», а 2005 року потрапив в академію «Парі Сен-Жермена».
В основній команді дебютував 17 жовтня 2014 року в матчі Ліги 1 проти «Ланса», замінивши на 76-й хвилині Тьяго Мотту. Це був його єдиний матч за клуб у сезоні 2014/15, а з наступного розіграшу він став частіше допускатись до матчів основної команди.
З сезону 2017/18 став основним центральним захисником паризького клубу.

## Виступи за збірні
12 жовтня 2014 року Преснель провів один матч за молодіжну збірну Демократичної Республіки Конго, зігравши проти однолітків з Австрії (0:3).
На початку 2015 року Кімпембе відмовився від виклику від тренера національної збірної ДР Конго Флорана Ібпенге і 26 березня 2015 року дебютував у збірній Франції до 20 років у товариській грі проти команди Уругваю (U-20). У травні того ж року він був знову викликаний до цієї збірної, щоб взяти участь у Турнірі в Тулоні.
5 вересня 2015 року Кімпембе дебютував у молодіжній збірній Франції.
27 березня 2018 року дебютував у складі національної збірної Франції, вийшовши на заміну наприкінці товариської гри проти збірної Росії, а вже за два місяці, маючи в активі лише 10 хвилин досвіду в основній національній команді, був включений до її заявки на чемпіонат світу 2018 року. На турнірі, де французи здобули другий у своїй історії титул чемпіонів світу, був насамперед запасним гравцем, проте повністю провів на полі заключну гру групового етапу проти Данії (0:0), на момент якої Франція вже вирішила завдання виходу до плей-оф і яку вона проводила резервним складом.
| Дата       | Місто           | Господарі  | Результат | Гості     | Турнір                    | Голи | Примітки |
| ---------- | --------------- | ---------- | --------- | --------- | ------------------------- | ---- | -------- |
| 27-3-2018  | Санкт-Петербург | Росія      | 1 – 3     | Франція   | товариський матч          | -    | 81'      |
| 28-5-2018  | Сен-Дені        | Франція    | 2 – 0     | Ірландія  | товариський матч          | -    | 64'      |
| 26-6-2018  | Москва          | Данія      | 0 – 0     | Франція   | ЧС 2018 - 1-й етап        | -    |          |
| 11-10-2018 | Генгам          | Франція    | 2 – 2     | Ісландія  | товариський матч          | -    |          |
| 16-10-2018 | Сен-Дені        | Франція    | 2 – 1     | Німеччина | Ліга націй УЄФА 2018—2019 | -    |          |
| 16-11-2018 | Роттердам       | Нідерланди | 2 – 0     | Франція   | Ліга націй УЄФА 2018—2019 | -    |          |
| 20-11-2018 | Сен-Дені        | Франція    | 1 – 0     | Уругвай   | товариський матч          | -    | 46'      |
| 25-03-2019 | Сен-Дені        | Франція    | 4 – 0     | Ісландія  | Відбір до ЧЄ 2020         | -    | 85'      |
| Усього     |                 | Матчів     | 8         |           | Голів                     | 0    |          |

## Титули і досягнення

### Клубні
- Переможець Ліги чемпіонів УЄФА (1):

«Парі Сен-Жермен»: 2024–25
- Чемпіон Франції (9):

«Парі Сен-Жермен»: 2014–15, 2015–16, 2017-18, 2018-19, 2019-20, 2021-22, 2022-23, 2023-24, 2024-25
- Володар Кубка французької ліги (5):

«Парі Сен-Жермен»: 2014–15, 2015–16, 2016-17, 2017-18, 2019-20
- Володар Кубка Франції (8):

«Парі Сен-Жермен»:  2014–15, 2015-16, 2016-17, 2017-18, 2019-20, 2020-21, 2023-24, 2024-25
- Володар Суперкубка Франції (10):

«Парі Сен-Жермен»: 2014, 2015, 2016, 2017, 2018, 2019, 2020, 2022, 2023, 2024

### Збірна
- Чемпіон світу: 2018
- Переможець Ліги націй УЄФА: 2021-22